# ایگه هلکی
ایگه هلکی سلسلۀ ایگه هلکیان را پایه‌گذاری کرد. ایگه هلکیان دومین سلسله از دورۀ ایلام میانه است که خاستگاه خانوادگی آن‌ها در خوزستان شرقی بود. وی یک رئیس قبیلۀ محلی بوده و هیچگاه بر تخت پادشاهی تکیه نزد و تنها او را به عنوان پدر دو پادشاه به نام‌های پهیر ایشن و اتر کیته یاد می‌کنند که پهیر ایشن را مؤسس واقعی این سلسله می‌دانند.
محدودۀ جغرافیایی حکومت ایگه هلکی ناشناخته است اما اشارات مشخصی به منطقه مال امیر (هفت تپه) شده‌است.
کتیبه‌ای در دره نو از او پیدا شده‌است که خدا را عامل به قدرت رسیدن خود می‌داند؛ یعنی حکومت را موهبت الهی می‌داند و به او ارث نرسیده‌است.